# Guillem V d'Angulema
Guillem V Tallaferro (francès: Guillaume Taillefer; llatí Guillermus Sector-ferri; + 7 d'agost de 1179 a Messina) fou comte d'Angulema de la casa dels Tallaferro. Era fill del comte Vulgrí II d'Angulema i de Pòncia de La Marca.
Va voler arrabassar als bisbes del país els béns que el seu pare els havia concedit; Lambert, bisbe d'Angulema, va apel·lar al rei Lluís VII de França, que havia esdevingut sobirà directe dels comtes d'Angulema pel seu matrimoni amb Elionor d'Aquitània, l'hereva del ducat d'Aquitània. Guillem va obeir les ordes del rei, i va retornar al clergat els béns que els havia confiscat i es va reconciliar amb el bisbe.
Va acompanyar al rei de França a Terra Santa durant la Segona Croada. A la seva tornada es va trobar quer s'havia format una coalició contra ell formada pels senyors de Cognac, d'Archiac i de Jarnac. Ramnulf de Jarnac havia posat setge a Châteauneuf, i Guillem va córrer en ajut de la plaça, fent presoner a Ramnulf al que va confiscar la terra de Jarnac.
Inicialment fou fidel al rei d'Anglaterra Enric Plantagenet, però després Guillem es va posar al costat del rei de França. El 1167 junt amb Adelbert IV de la Marca i Jofré de Lusignan, es va declarar contra Enric II d'Anglaterra, ara nou marit d'Elionor d'Aquitània. Aquesta revolta es va sostenir fins al 1169. L'any 1173 Guillem va donar suport a la revolta del jove duc Ricard Cor de Lleó contra el seu pare, que transcorria tanmateix altre cop sense èxit. El 1176 Guillem, aliat a un altre noble d'Aquitània, el vescomte Ademar V de Llemotges, es revoltava contra Ricard; però el seu fill Vulgrí fou derrotat decisivament pel duc Ricard Cor de Lleó. El 1177 Aldebert IV de la Marca (+1180), que no tenia fills, va vendre el seu comtat a Enric II per 15.000 livres, 20 cavalls de batalla i 20 mules.
Junt amb alguns dels rebels, Guillem va emprendre el 1178 un viatge de peregrinació o de penitència a Jerusalem. En el camí de retorn a l'any següent va morir a Messina a l'illa de Sicília.
Es va casar dues vegades. La seva primera dona fou Emma, filla del vescomte Ademar II de Llemotges i antiga esposa del duc de Guillem X d'Aquitània amb la que s'havia casat després de la mort del duc 1137, i amb la que no va tenir fills. La seva segona dona fou Margarida, filla del vescomte Ramund I de Turena i vídua del vescomte Ademar IV de Llemotges, amb la que va tenir a:
- Vulgrí III Tallaferro († 1181), comte d'Angulema
- Guillem VI Tallaferro (+ abans de 1186), comte d'Angulema
- Aimar Tallaferro († 1202), comte d'Angulema
- Almodis († ?) casada primer amb Amanieu IV d'Albret (senyor d'Albret) i en segones noces amb Bernat III vescomte de Brosse
- Griset
- Folc